# Muiño (Zas)
Muiño (llamada oficialmente San Tirso de Muíño) es una parroquia española del municipio de Zas, en la provincia de La Coruña, Galicia.

## Entidades de población
Entidades de población que forman parte de la parroquia:
- As Abellas
- Campos
- Churía[4] (A Churía)
- Couto[5] (O Couto)
- Fuente Espiño[6] (A Fonte Espiño)
- La Santa[7] (A Santa)
- La Toja[8] (A Toxa)
- Marán
- Pedra Padreiro
- Vilar[9] (O Vilar)

## Demografía
| Gráfica de evolución demográfica de Muiño entre 2000 y 2019 |
|                                                             |
| Datos según el nomenclátor publicado por el INE.            |